# 根本特殊化学
根本特殊化学株式会社（ねもととくしゅかがく、英: Nemoto & Co., Ltd.）は、夜光塗料や防災用品の製造などを行う化学メーカーである。

## 概要
1941年（昭和16年）12月8日創業。1993年（平成5年）に、放射性物質を含まず、従来の約10倍の明るさと残光時間を持つ画期的な蓄光塗料である｢N夜光・ルミノーバ｣を開発し、蓄光塗料で世界の約7割～8割のシェアを占め、腕時計用に限れば世界シェアをほぼ独占している。｢N夜光・ルミノーバ｣は、1993年日経優秀製品・サービス賞最優秀賞、大河内記念賞技術賞等を受賞している。

## 主な製品
- 夜光塗料（蓄光性夜光顔料）
アルミン酸ストロンチウム系高輝度長残光蛍光体「N夜光・ルミノーバ」
残光性硫化亜鉛タイプ蛍光体「GSS」
  - 日用雑貨・文房具・装飾品
  - 害虫誘引駆除器
  - 各種計器類文字盤
  - 非常誘導表示
- 防災用品
  - ガス漏れ警報器用接触燃焼式センサー（都市ガス用・LPガス用）
  - 一酸化炭素検知用電気化学式センサー
  - 煙感知器用イオン化式煙センサー
- 蛍光灯用電極

## 沿革
- 1941年12月 - 時計の文字盤に用いる夜光塗料の製造を目的として創業。
- 1948年11月 - 合資会社根本光化学研究所を設立。
- 1960年 - プロメチウム夜光塗料「N発光」を開発。
- 1962年4月 - 株式会社に改組の上、社名を根本特殊化学株式会社に変更。
- 1970年4月 - 株式会社ネモト・ケミー設立。
- 1974年 - 蛍光灯用ラジオアイソトープ密封電極を開発。
- 1977年 - 煙感知器用センサーを開発。
- 1979年5月 - 都市ガス感知器用接触燃焼式センサーを開発。
- 1980年5月 - LPガス感知器用接触燃焼式センサーを開発。
- 1986年4月 - 筑波工場の文字盤板製造部門を分離して株式会社エヌ・ピー筑波を設立。
- 1990年1月 - ポルトガル法人Nemoto Portugal	Quimica Fina Lda. 設立。
- 1992年4月 - 武田薬品工業株式会社と合弁で株式会社ティー・エヌ・テクノスを設立。
- 1993年3月12日 - 放射性物質を含まない夜光塗料「N夜光・ルミノーバ」を開発。
- 1998年5月 - 一酸化炭素感知器用接触燃焼式センサーを開発。
- 2000年5月 - 筑波事業所のライフサイエンス事業部門を分離して株式会社ネモト・サイエンスを設立。
- 2006年1月 - 株式会社ネモト・ケミーを吸収合併。
- 2006年4月 - 株式会社エヌ・ピー筑波が株式会社ネモト・プレシジョンへ社名変更。
- 2008年6月 - 株式会社ネモト・ルミマテリアル及び株式会社ネモト・センサエンジニアリング設立。
- 2010年3月 - 本社を杉並区上荻から同区内高井戸の自社ビルに移転。
- 2012年6月 - 根本特殊化学株式会社を事業持株会社とし、完全分社化[6]。
- 2018年6月1日 - 株式会社ネモト・ルミマテリアルを吸収合併[7]。

## 関連会社
- 国内
  - 株式会社ネモト・サイエンス
  - 株式会社ネモト・プレシジョン
  - 株式会社ネモト・センサエンジニアリング
  - 株式会社ティー・エヌ・テクノス[8]
- 海外（製造）
  - Nemoto Portugal Quimica Fina Lda.
  - 根本夜光加工（深圳）有限公司
  - 大連根本新材料有限公司
  - LumiNova AG Switzerland
- 海外（販売）
  - 香港根本特殊化学有限公司
  - 深圳根本貿易有限公司
  - 根本精密（香港）有限公司[9]